# Vimalakīrti Nirdeśa Sūtra

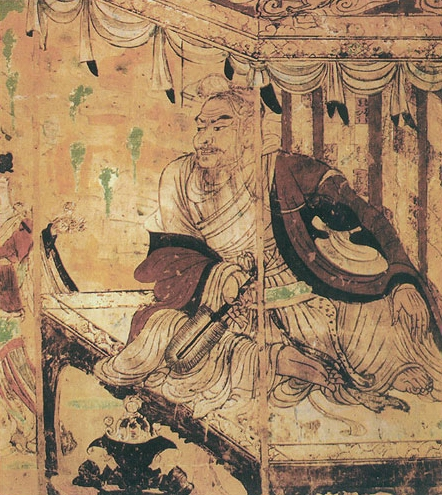
Il saggio laico Vimalakīrti, protagonista del Vimalakīrti Nirdeśa sūtra, in un antico dipinto cinese risalente all'VIII secolo d.C., rinvenuto nelle Grotte di Mogao.

Il Vimalakīrti Nirdeśa Sūtra (sanscrito: विमलकीर्ति-निर्देश-सूत् ; cinese: 維摩經 pinyin: Wéimó jīng, Wade-Giles Wei-mo ching, giapponese: Yuima gyō, tibetano:  'Phags-pa dri-ma med-par'grags-pas bstan-pa, coreano 유마경  Yuma kyŏng, vietnamita Duy ma kinh, "Il sutra dell'insegnamento di Vimalakīrti") è uno dei più importanti e profondi sutra Mahāyāna. La sua stesura risale al I secolo, si compone di 14 capitoli nella versione cinese e di 12 in quella tibetana (le due versioni sono simili solo la suddivisione in capitoli risulta differente).

## Traduzioni in cinese e in tibetano
Fu tradotto in cinese da Lokakṣema nel 188 ma questa traduzione andò perduta. Le altre traduzioni in cinese andate perdute sono quelle di:
- Dharmarakṣa del 265-316;
- Upaśūnya del 545;
- Jñānagupta del 591.

Conservate nel Jīngjíbù del Canone cinese sono invece quelle di:
- Zhī Qiān del 223-8 al T.D. 474.14.519-536 con il titolo 佛說維摩詰經 Fóshuō wéimójié jīng[1];
- Kumārajīva al T.D. 475.14.537a-557b (è la più diffusa) con il titolo 維摩詰所說經 Wéimójié suǒshuō jīng;
- Xuánzàng del 650 al T.D. 476.14.557-587 con il titolo 說無垢稱經 Shuō wúgòuchēng jīng .

In tibetano fu tradotto agli inizi del IX secolo da Dharmatastila.
Manoscritti incompleti di questa opera sono stati rinvenuti nelle Grotte di Mogao a Dunhuang (敦煌), mentre frammenti in sogdiano e khotanese sono stati rinvenuti lungo le oasi della Via della Seta. Recentemente è stato rinvenuto a Lhasa un testo di questa opera redatto in sanscrito e pubblicato in Giappone nel 2004.

## Contenuto delsutra
Il sutra narra del laico (upāsaka) Vimalakīrti che invia 500 figli degli anziani di Vaiśālī dal Buddha Śākyamuni affinché vengano istruiti sul Dharma.  Vimalakīrti giace malato a casa, conservando l'occasione di "illuminare" i bodhisattva, gli arhat e i deva che lo avessero visitato.
Il tema centrale del Sutra resta quello della vacuità e del valore di questo mondo (di contro alle dottrine indicate come hīnayāna che invece lo consideravano luogo di sofferenza), temi tipici della letteratura dei Prajñāpāramitā Sūtra e in genere della letteratura Mahāyāna. Fatto unico in tutta la letteratura buddista è che in questo sutra l'insegnamento proviene da un laico, non da un Buddha, un arhat o da un bodhisattva cosmico. L'unico personaggio del Sutra che riesce a tenere testa agli insegnamenti del laico Vimalakīrti è  il bodhisattva Mañjuśrī, il bodhisattva cosmico della "Dolce Gloria" che impersonifica il principio stesso della saggezza (sans. prajñā).

## Struttura delVimalakīrti Nirdeśa sūtra
Di seguito la versione del Canone cinese del Vimalakīrti Nirdeśa sūtra in quattordici capitoli secondo la traduzione operata da Kumārajīva.

### I capitolo
Il primo capitolo del Sutra si avvia con  "Così ho udito" (devanāgarī: एवं मया श्रुतम्, sanscrito: evaṃ mayā śrutam ), propria dei sutra la cui esposizione si attribuisce al Buddha Śākyamuni. Il Buddha si trova nel parco di Āmra a Vaiśālī (località oggi identificata, forse, con il villaggio di Basrah nel distretto di Vaiśālī), in un'assemblea di ottomila bhikṣu,  circondato da trentaduemila bodhisattva.
Mentre insegna, giunge un gruppo di 500 giovani guidati da Ratnarasi che subito intona un gāthā di lode al Buddha chiedendogli di insegnare loro la dottrina che gli consentirà di raggiungere la profonda "illuminazione" (anuttarāṃ samyak-saṃbodhi).
Il Buddha avvia quindi la predicazione della dottrina profonda spiegando che ogni essere vivente (sattva) è di per sé la "terra dei Buddha" (bhumi) ricercata dai bodhisattva. Questo perché i bodhisattva conquistano le "terre dei Buddha" per poter salvare gli esseri senzienti dalle loro condizioni di sofferenza. Nel frattempo Śāriputra, che nel testo rappresenta gli arhat del Buddismo Hīnayāna, si domanda come mai
(Vimalakīrti Nirdeśa sūtra I)
Lo Śākyamuni intuisce il dubbio di Śāriputra e gli chiede se il sole e la luna siano impuri quando un cieco non vede la loro purezza. L'arhat  gli risponde che il difetto in questo caso risiede nella cecità. Analogamente, gli risponde il Buddha, non vedere puro il mondo è colpa della cecità di chi non vede la sua "gloria". Allorché interviene il deva Brahmā che sostiene di vedere la terra pura, ma Śāriputra insiste nell'affermare che questo "mondo è pieno di colline, montagne, burroni, rovi, pietre e terra, tutti impuri". Brahmā gli replica che è colpa della sua condizione, in quel momento il Buddha, premendo con la punta del piede destro la terra, la mostra nella sua totale purezza a Śāriputra, sostenendo che
(Vimalakīrti Nirdeśa sūtra I)
Grazie a questi accaduti e a questi insegnamenti i cinquecento figli degli anziani raggiunsero l'anutpattika-dharma-kṣānti (cin. 無生法忍 wúshēng fǎ rěn, giapp. mushō bō nin, itb. mi skye ba'i chos la bzod pa) che consiste nella "paziente sopportazione basata sulla consapevolezza della vacuità dei fenomeni".

### II capitolo
In questo secondo capitolo, che tratta in particolar modo dei "mezzi opportuni" (upāya) per l'insegnamento del Dharma inesprimibile con le comune parole, compare l'anziano Vimalakīrti che vive nella "grande" città di Vaiśālī (oggi si ritiene possa essere l'attuale  Basrah nel Distretto di Vaiśālī). Vimalakīrti è un anziano discepolo laico del Buddha che si è esercitato per lungo tempo nelle pāramitā conquistandosi la fiducia e il profondo rispetto di esseri umani, deva e lokapāla.
Vimalakīrti, nella sua pratica delle upāya,  si mostra malato nella sua casa di modo che tutti questi esseri sentano il desiderio di visitarlo e quindi riceverne i profondi insegnamenti.

## Traduzioni
- ( it ) Traduzione di Robert Thurman e in Italiano di Aliberth (A.Mengoni) (PDF), su superzeko.net.